# Gouverneurspalast von Lome

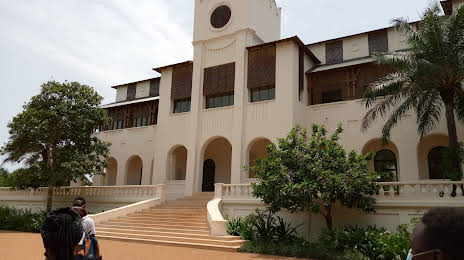
Palast der Gouverneure, 2022

Das Haus der Gouverneure oder auch kurz Palast von Lome (französisch palais des Gouverneurs) ist der frühere Amtssitz des Präsidenten der Togolesischen Republik und ab 1991 die Residenz des Ersten Ministers. Er wurde 1898 während der deutschen Regierungszeit in Togoland erbaut, war Sitz des Gouverneurs und liegt heute nördlich der Hauptstadt Lome neben der derzeitigen Präsidentenresidenz. Anfang 2010 wurde beschlossen, ihn in ein Kunst- und Kulturzentrum umzuwandeln – ein Zentrum, das Ende 2019 seine Pforten öffnete. Unter anderem in Berlin gefundene Pläne ermöglichten eine möglichst originalgetreue Restaurierung.

## Deutsche Baugeschichte

Haus der Gouverneure vor 1910

Das Gebäude des Gouverneurspalasts wurde von einem gemeinsamen Team deutscher und togolesischer Architekten und Ingenieure entworfen und zwischen 1898 und 1905 erbaut, nachdem die Hauptstadt von Anecho auf Lome verlegt wurde. Das ursprüngliche Konzept für das Gebäude bestand darin, einen Palast zu errichten, der aus großer Entfernung einen prächtigen Eindruck hinterlassen sollte, etwa wenn Boote in den Hafen von Lome einlaufen. Der Bau wurde von Gouverneur August Köhler veranlasst, kurz nachdem Lome zur Hauptstadt der Kolonie, einer der wohlhabendsten deutschen Kolonien, ernannt worden war – um das Ansehen der Togolesen zu demonstrieren.
Dem Ingenieur Furtkamp oblag es, die detaillierten Pläne für das Gebäude zu entwerfen. Zwei weitere aufeinanderfolgende Gouverneure beaufsichtigten die Bauarbeiten, bis sie im September 1905 durch den deutschen Architekten Ernst Schmidt vollendet wurden: Waldemar Horn (1902–1904) und der Graf Julius von Zech auf Neuhofen (1904–1905). Als Archetyp der deutschen kolonialen Architektur wurde es mit Blick auf das Meer errichtet, 250 Meter vom Strand entfernt, einer von Gouverneur Köhler gewählten Lage. Er wurde in einem bewusst monumentalen Stil gebaut und ist das größte sowie imposanteste Palais aller deutschen Kolonien.
Die verwendeten Materialien bestanden aus einer einzigartigen Mischung aus lokal verfügbaren sowie eingeführten Waren. Dazu gehören rote Ziegel, Eisen, heimische Hölzer und Zement. Somit gilt das Gebäude als typisch für die deutsche Kolonialarchitektur. Der Gouverneurspalast wurde in einem weitläufigen Park errichtet, der zuvor durch ein Tor aus zwei bzw. mehr als zwei Meter langen Elefantenstoßzähnen zugänglich war. Er ist von Terrassen umgeben und verfügt über einen Innenhof, der dem des Königspalastes von König Toffa I. in Benin ähnelt. Im Erdgeschoss befanden sich ursprünglich die Verwaltungsbereiche, während sich im ersten Stock die Privaträume der Gouverneure befanden. Nach der gewaltsamen Übernahme des deutschen Togolands durch die Franzosen wurde der Palast ab 1914 im Ersten Weltkrieg von den französischen Behörden eigenmächtig erweitert. Nachdem Togo 1960 seine Unabhängigkeit erlangt hatte, war er bis 1976 Sitz des Präsidentenamtes, wurde dann zu einer Residenz für Gäste und schließlich zum Amtssitz des Premierministers im Jahr 1991. Durch die politischen und sozialen Spannungen im Jahr 1991 in Togo hatte er jedoch zahlreiche Schäden erlitten.

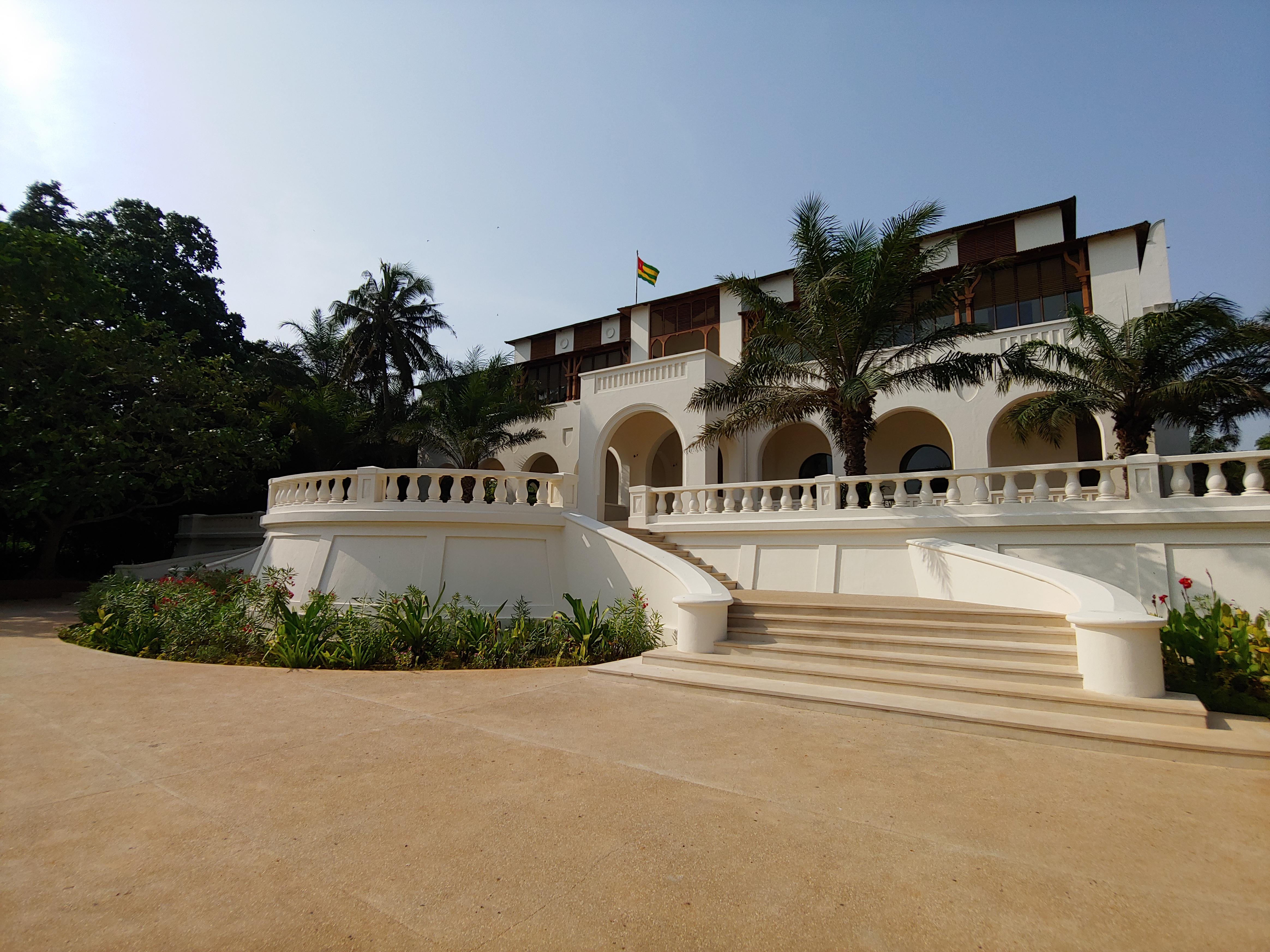
Zustand 2019

## Welterbestatus
Die Stätte des deutschen Gouverneurs von Togoland wurde am 8. Januar 2002 in der Kategorie „Kultur“ in die vorläufige Liste des UNESCO-Weltkulturerbes aufgenommen.